# Saint-Bressou
Saint-Bressou ist eine französische Gemeinde mit 122 Einwohnern (Stand 1. Januar 2022) im Département Lot in der Region Okzitanien. Sie gehört zum Arrondissement Figeac und zum Kanton Lacapelle-Marival. 
Sie grenzt im Nordwesten an Lacapelle-Marival, im Norden an Labathude, im Nordosten an Sainte-Colombe, im Osten an Cardaillac, im Süden an Fourmagnac, im Südwesten an Fons und im Westen an Le Bouyssou.

## Bevölkerungsentwicklung
| Jahr      | 1962 | 1968 | 1975 | 1982 | 1990 | 1999 | 2008 | 2018 |
| --------- | ---- | ---- | ---- | ---- | ---- | ---- | ---- | ---- |
| Einwohner | 181  | 157  | 150  | 133  | 118  | 129  | 109  | 117  |

## Sehenswürdigkeiten
- Kirche Saint-Brice
- Kirche Saint-Martial im Ortsteil Espinadet

|  |  |